# Kuh-e Khwaja

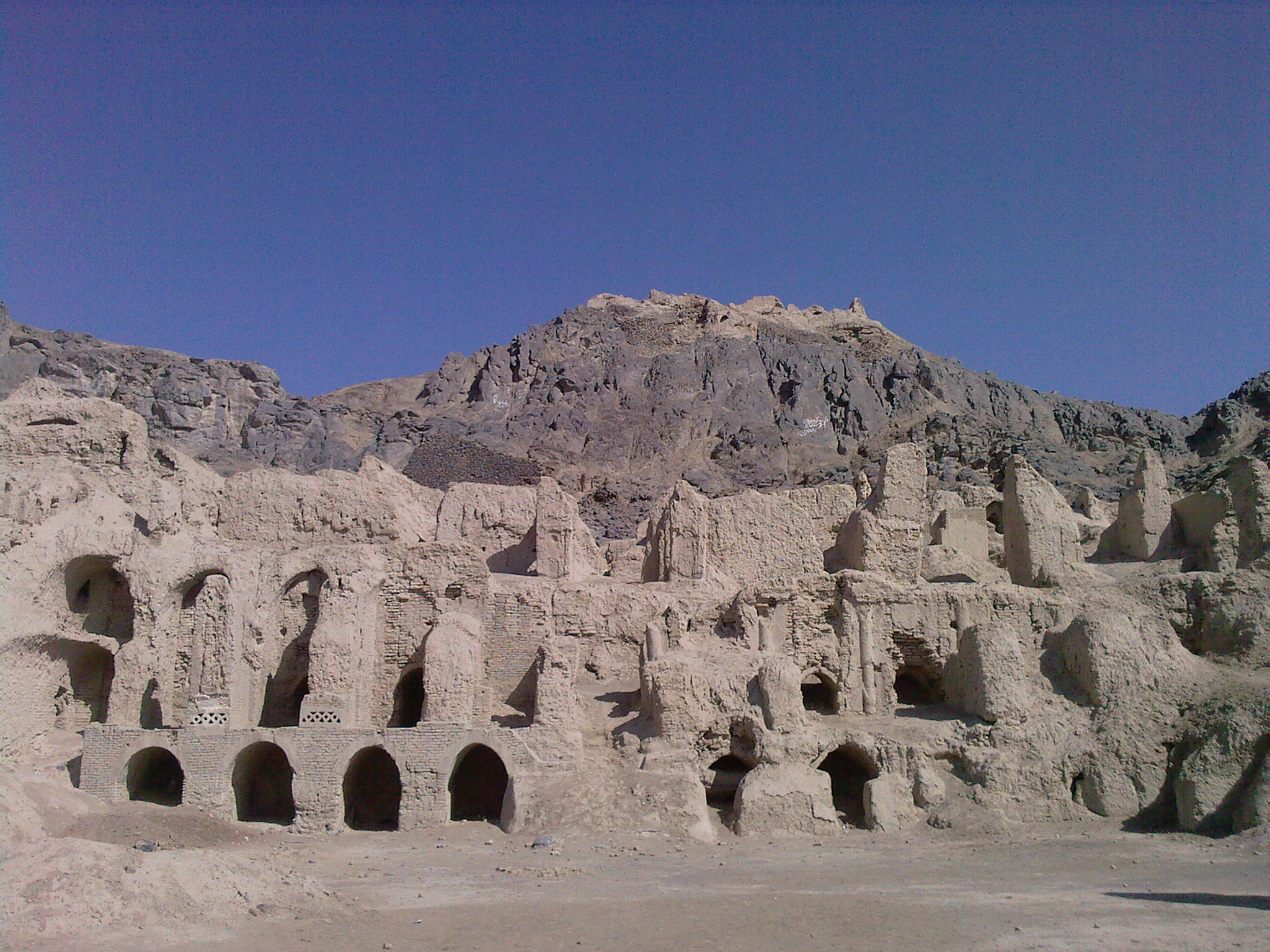
Sassanidische Ruinen von Kuh-e Khwaja

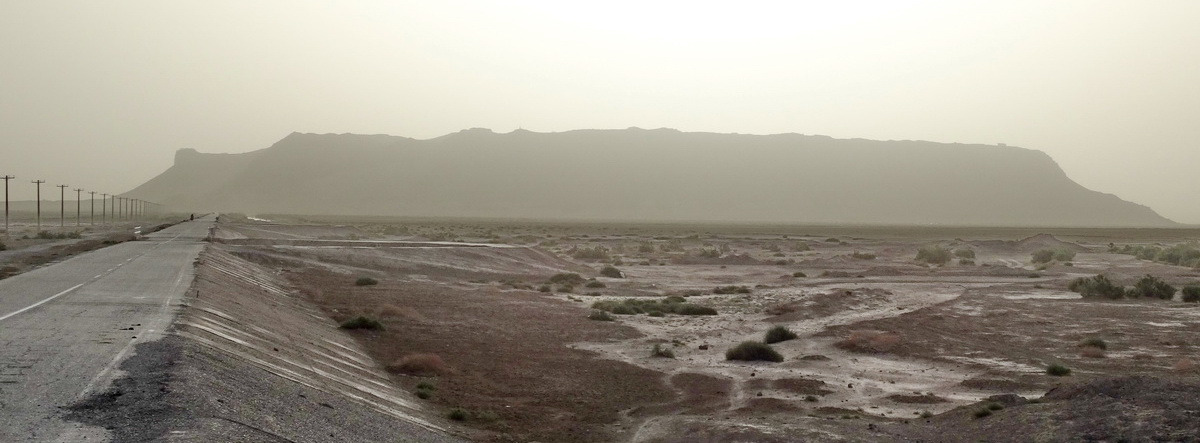
Burg Khwaja

Kuh-e Khwaja bzw. Kuh-e Chwadscheh oder Kuh-e Chādscheh (auch Kuh-i Khwaja, Kuh-i Khwadjah und Kuh-i Hvağa, persisch كوه خواجه, DMG Kūh-e Ḫwāǧe, ‚Berg des Weisen‘) ist ein Basalt-Berg im heutigen Iran in der Provinz Sistan und Belutschistan, etwa 30 km südwestlich von Zabol. Er erreicht eine Höhe von etwa 600 Metern und bildete früher bei höherem Wasserstand eine markante Insel im heute fast trocken gefallenen Hamun-See. An seiner südöstlichen Flanke liegt eine archäologische Stätte.
Die Reste der Anlagen wurden von G.P. Tate entdeckt, dann von Aurel Stein untersucht. 1925 und 1929 arbeitete hier Ernst Herzfeld, der auch einen Plan und Teile der Architektur aufnahm. Weitere Untersuchungen fanden 1962 von Giorgio Gullini statt.
Es handelt sich um Ruinen eines großen Palastes Ghaga Schahr, überragt von einer Zitadelle mit einem Feuertempel. Die Gebäude sind aus Lehmziegeln errichtet, wobei zwei Bauphasen unterschieden werden konnten. Teile der Gebäude waren reich mit Stuckaturen und Wandmalereien ausgestattet, die teilweise in einem fast klassisch griechischen Stil gehalten sind. Andere Malereien sind dagegen in einem eher orientalischen Stil ausgeführt, während es auch einen Mischstil gibt.
Die Datierung der Anlage ist nicht ganz sicher, Herzfeld wollte die erste Bauphase in das erste nachchristliche Jahrhundert, unter die Parther einordnen. Die zweite Phase sah er als sassanidisch an. Heute werden beide Bauphasen in die sassanidische Zeit eingeordnet.
Kuh-e Khwaja war wohl eine Station an der südlichen Seidenstraße. Nach einer persischen Legende war hier die Heimat des Religionsgründers Zarathustra.